# Kepel (Bugulkidul)
Kepel is een bestuurslaag in het regentschap Pasuruan van de provincie Oost-Java, Indonesië. Kepel telt 3510 inwoners (volkstelling 2010).